# Navel
Navel（日语：ネーブル），是日本制作十八禁美少女游戏的公司「Omegavision」旗下十八禁美少女游戏品牌，於2003年成立，該視覺小說開發公司主要產品集中在十八禁美少女遊戲，並且在推出《SHUFFLE!》和《我們沒有翅膀》等著名的遊戲作品而成名。

## 沿革
- 2003年2月，BasiL中心人物西又葵、關厚典等人離職，成立有限会社Omegavision（Omegavision, Inc.），3月25日開設Navel官網，3月29日在雜誌《Magi-Cu Premium》發表品牌處女作『SHUFFLE!』制作消息。

- 2004年1月30日，發售的『SHUFFLE!』大受歡迎，並改編成動畫。
- 2006年3月25日，成立姐妹品牌Lime及發表處女作制作消息。
- 2009年1月30日，品牌設立当初的企画作品發售，展開跨媒体活動。
- 2012年4月21日，Lime附屬品牌「Lime vert」成立。
- 2012年10月26日，發售的Navel10周年記念作『月に寄りそう乙女の作法』斬獲萌えゲーアワード2013大賞。[2]
- 2013年，新品牌「Navel honeybell」成立。
- 2018年，新品牌「Citrus」成立。

## 作品列表
Navel
- 2004年1月30日－SHUFFLE!
- 2004年12月17日－Soul Link
- 2005年9月16日－Tick! Tack!
- 2006年11月24日－Really? Really!
- 2008年6月28日－我們沒有翅膀～Prelude～
- 2009年1月30日－我們沒有翅膀
- 2009年10月30日－SHUFFLE! Essence+
- 2010年6月25日－Soul Link ULTIMATE
- 2010年7月30日－我們沒有翅膀AfterStory
- 2010年12月24日－世界征服彼女
- 2011年4月28日－SHUFFLE! Love Rainbow
- 2011年6月24日－我們沒有翅膀R
- 2011年10月28日－World Wide Love! 世界征服彼女ファンディスク
- 2012年2月24日－ネブ*プラス（日语：ネブ*プラス）
- 2012年10月26日－近月少女的禮儀
- 2013年7月26日－少女理論及其周邊 -École de Paris-（日语：乙女理論とその周辺 -Ecole de Paris-）
- 2014年12月19日－近月少女的禮儀2
- 2016年5月27日－
- 2017年5月26日－近月少女的禮儀2.1 E×S×PAR!!
- 2017年12月22日－近月少女的禮儀2.2 A×L+SA!!
- 2018年5月25日－
- 2019年2月28日－SPIRAL!!
- 2020年5月29日－SHUFFLE! Episode2
- 2021年8月27日－Princess×Princess
- 2023年9月29日－繁花落舞戀如櫻 -Re:BIRTH-

Lime / Lime vert
- 2008年2月29日－去問諾斯特拉達姆士吧♪
- 2010年3月26日－Maximum Magic
- 2010年4月30日－ぺたぺた（日语：ぺたぺた）
- 2011年8月26日－
- 2012年6月29日－×××な彼女が田舎生活を満喫するヒミツの方法（日语：×××な彼女が田舎生活を満喫するヒミツの方法）（Lime vert）
- 2013年2月22日－Royal Duty / Flush!!

Navel honeybell
- 2014年4月25日－
- 2015年11月27日－

Navel与Lime合作制作的游戏
- 2007年8月31日－ね〜PON?×らいPON!（日语：ね〜PON?×らいPON!）

Citrus
- 2019年6月28日－
- 2020年11月27日－
- 2022年3月25日－
- 2022年5月27日－